# For sin Faders Skyld
For sin Faders Skyld er en dansk stumfilm fra 1916, der er instrueret af Holger-Madsen efter manuskript af Harriet Bloch.

## Handling
Denne artikel mangler et handlingsreferat. Hjælp os med at skrive det.

## Medvirkende
- Carl Lauritzen - Oberst Raage
- Else Frölich - Lilian, Raages hustru
- Gudrun Bruun Stephensen - Inga, datter fra Raages første ægteskab
- Alf Blütecher - Kammerjunker Fasting
- Svend Rindom - Henrik Rønne
- Doris Langkilde - Madam Lorentz, portnerske
- Ellen Rassow - Gyda, portnerskens datter